# Obuwik w Uroczysku Świdów
Obuwik w Uroczysku Świdów este o arie protejată (sit de importanță comunitară — SCI) din Polonia întinsă pe o suprafață de 36,55 ha, integral pe uscat.

## Localizare
Centrul sitului Obuwik w Uroczysku Świdów este situat la coordonatele 51°52′04″N 22°53′24″E / 51.8678°N 22.8901°E.

## Înființare
Situl Obuwik w Uroczysku Świdów a fost declarat sit de importanță comunitară în octombrie 2009 pentru a proteja 1 specie de plante.

## Biodiversitate
Situată în ecoregiunea continentală, aria protejată conține 2 habitate naturale: Păduri de stejar și carpen Galio-Carpinetum, Păduri stepice euro-siberiene cu Quercus spp..
La baza desemnării sitului se află o specie protejată de  plante: papucul doamnei (Cypripedium calceolus).